# Doping elektroniczny
Doping elektroniczny (zwany również „dopingiem cyfrowym”) – w szachach jest to niedozwolone korzystanie zawodnika z pomocy programów komputerowych podczas turnieju.
Odnotowano kilka afer związanych z dopingiem elektronicznym na świecie i w Polsce. Międzynarodowa Federacja Szachowa i Narodowe Związki Szachowe (np. Polski Związek Szachowy) walczą z tym problemem poprzez m.in. wprowadzenie odpowiednich przepisów w Kodeksie szachowym.

## Mechanizm działania
Zawodnicy korzystający z dopingu używają programów i aplikacji, analizujących sytuacje na szachownicy i podpowiadających najlepszy ruch (człowiek nie jest w stanie w tak szybkim tempie przeanalizować tylu kombinacji co algorytm, przez co szanse przeciwnika na wygraną w znaczący sposób maleją). Podpowiadane rozwiązania mogą być niestandardowe, trudne do obrony lub zmieniać charakter całej rozgrywki. Z tej przyczyny słabszy zawodnik jest w stanie pokonać lepszego. Zdaniem Mateusza Bartela z Polskiego Związku Szachowego zawodnik korzystający z dopingu elektronicznego może pokonać najlepszego szachistę, gdyż programy komputerowe wygrywają z arcymistrzami.
W sierpniu 2020 roku Arkadij Dworkowicz, prezydent Międzynarodowej Federacji Szachowej (FIDE), zwrócił się do środowiska szachowego z prośbą o rozpoczęcie debaty na temat zalecanego postępowania z dopingiem elektronicznym oraz zawodnikami podejrzanymi o jego stosowanie, jednocześnie zaznaczając, że obecnie stosowane metody wykrywania nie gwarantują stuprocentowej skuteczności.

## Przypadki wykrycia
Zawodnicy przyłapani na korzystaniu z dopingu robili to za pomocą korzystania z telefonu komórkowego w toalecie, wysyłania SMS-ów lub mikrosłuchawek w uszach. Zgodnie z zaleceniami Międzynarodowej Federacji Szachowej sędziowie reagują na podejrzane zachowania zawodników takie jak: zbyt częste wizyty w toalecie; zaskakująco dobre ruchy, nieadekwatne do poziomu gracza; niejasne wyjaśnienia dotyczące wykonanego ruchu przez zawodnika. Polski Związek Szachowy zakazuje posiadania telefonów komórkowych podczas turnieju. Wykonuje się kontrole mające na celu wykrycie urządzeń elektronicznych.
Przypadki wykrycia dopingu:
- 2013 rok – Borisław Iwanow, zdyskwalifikowany dożywotnio przez Bułgarską Federację Szachową[9].
- 2014 rok – Wesley Vermeulen, zdyskwalifikowany na rok przez Holenderską Federację Szachową[10].
- 2016 rok – Umakanth Sharma, zdyskwalifikowany na 10 lat[8][11].
- 2019 rok – Igor Rausis, zdyskwalifikowany na sześć lat i ukarany odebraniem tytułu arcymistrzowskiego, po czym ogłosił zakończenie kariery[12].
- 2020 rok – Patrycja Waszczuk, zdyskwalifikowana na dwa lata[13][4][5].